# Nowy Dwór (powiat nowotomyski)
Nowy Dwór – wieś w Polsce, położona w województwie wielkopolskim, w powiecie nowotomyskim, w gminie Zbąszyń.
| SIMC    | Nazwa         | Rodzaj     |
| ------- | ------------- | ---------- |
| 0917135 | Czerwony Dwór | przysiółek |
| 0917141 | Ernestynowo   | przysiółek |
| 1007375 | Kąty          | przysiółek |
| 0917158 | Leśne Domki   | przysiółek |
| 0917164 | Nowy Świat    | przysiółek |

Przez wieś przebiega Linia kolejowa Berlin-Poznań i linia kolejowa Zbąszyń–Wolsztyn–Leszno.
W latach 1975–1998 miejscowość należała administracyjnie do województwa zielonogórskiego. 
W Nowym Dworze znajduje się zespół dworski, na który składają się: dwór z II poł. XIX wieku, park krajobrazowy o pow. 1,24 ha z poł. XIX wieku i zabudowania folwarczne. Dwór pełni funkcję leśniczówki.

## Demografia
Liczba mieszkańców miejscowości w poszczególnych latach:
| Rok  | Ilość mieszkańców |
| ---- | ----------------- |
| 1998 | 518               |
| 2002 | 617               |
| 2009 | 606               |
| 2011 | 579               |
| 2021 | 592               |